# Gerontoplasztisz
A gerontoplasztisz elöregedett, korábban zöld növényi szövetekben megtalálható színtest. Olyan kloroplasztisz, mely az öregedési folyamat során átalakult, funkciója megváltozott. Az őszi lombszíneződés is a kloroplasztiszok gerontoplasztiszokká történő átalakulásának a következménye.

## A kloroplasztiszok átalakulása gerontoplasztiszokká
A gerontoplasztisz kifejezést először Helmuth Sitte használta 1977-ben a levelek elsárgulása közben kialakuló sajátos plasztiszok leírására. A szeneszcencia során végbemegy a sejtszervecskék szabályozott lebontása. Ezek közül a kloroplasztisz mutatja az első jeleit a lebomlásnak, és ez marad meg utoljára a többi lebomló sejtszervecske között. A szeneszcens kloroplasztiszok fokozatosan megszüntetik fotoszintézisüket, jelentős részben lebomlanak, anyagaik átalakulnak és visszaszívódnak a túlélő növényi részekbe. Mivel az elektrontranszportlánc szétesése a fény gerjesztésének eredményeképp reaktív gyökök keletkezését vonná maga után, a klorofill lebomlásával együtt nem indul meg a plasztiszokat antioxidánsként védő, karotinoid pigmentek lebontása.
Ahogy a kloroplasztisz gerontoplasztisszá formálódik, tilakoid membránja kiterjedt szerkezeti átalakuláson megy át, dezorganizálódik, a sztrómaállomány denzitása jelentősen megnő. Eközben a membránok lipidtartalma  lipidcseppekbe, azaz nagy számú, egyrétegű membránlipidekkel burkolt plasztoglobulusokba kerül át, majd kijut a plasztiszból és a sejt más anyagaival együtt a növény túlélő részeibe transzportálódik. A plasztisz burka azonban érintetlen marad. A lebomlási folyamat egy ideig reverzibilis, pl. giberellinsav-kezeléssel visszafordítható. A folyamat végére a plasztisz szinte teljesen kiürül és elpusztul.